# Wallau (Hofheim am Taunus)
Wallau im Taunus ist ein Stadtteil von Hofheim am Taunus im südhessischen Main-Taunus-Kreis. Der Ort liegt ca. zehn Kilometer südwestlich des Hofheimer Stadtkerns an Hofheims Westgrenze.

## Geographische Lage
Wallau liegt im Main-Taunusvorland an der Grenze zum Vordertaunus im Tal des Wickerbachs, der mitten durch den Ort fließt. Er liegt in unmittelbarer Nachbarschaft zu den Stadtteilen Breckenheim, Nordenstadt und Delkenheim der hessischen Landeshauptstadt Wiesbaden, die die Ortslage von Norden, Westen und Süden umgeben.
Die Wallauer Gemarkung wird im Osten von der Bundesautobahn 3 und im Süden von der Bundesautobahn 66 durchschnitten, die durch das in unmittelbarer Nähe gelegene Wiesbadener Kreuz miteinander verknüpft sind. Diese beiden wichtigen und verkehrsreichen Bundesfernstraßen in unmittelbarer Nähe der Ortslage stellen zwar eine ökologische und stadtplanerische Beeinträchtigung dar, durch die Anschlussstellen Wallau und Diedenbergen der A 66 wurde der Ort aber zu einem begehrten, weil verkehrsgünstig gelegenen Gewerbestandort. Ohne den Anschluss an die Autobahn hätte sich das östlich der A 3 gelegene Gewerbegebiet Wallau-Ost von den 1970er Jahren an nicht so gut entwickeln können, dass es mit seinen rund 500.000 Quadratmetern Fläche die Fläche der Wallauer Wohngebiete übertrifft.
Im Südosten der Gemarkung verlaufen darüber hinaus die Eisenbahntunnel Wandersmann Süd (795 m) und Wandersmann Nord (1,1 km). Nach Fertigstellung dieses Bauprojekts konnte die Ostumgehung zur Entlastung des innerörtlichen Verkehrs verwirklicht werden. Sie führt den Verkehr von der Anschlussstelle Wallau im Süden um den Ortskern herum, unter der A 3 hindurch und über die Schnellfahrstrecke Köln–Rhein/Main hinweg zum dort gelegenen Gewerbegebiet und Richtung Diedenbergen, Langenhain und Breckenheim.

## Geschichte

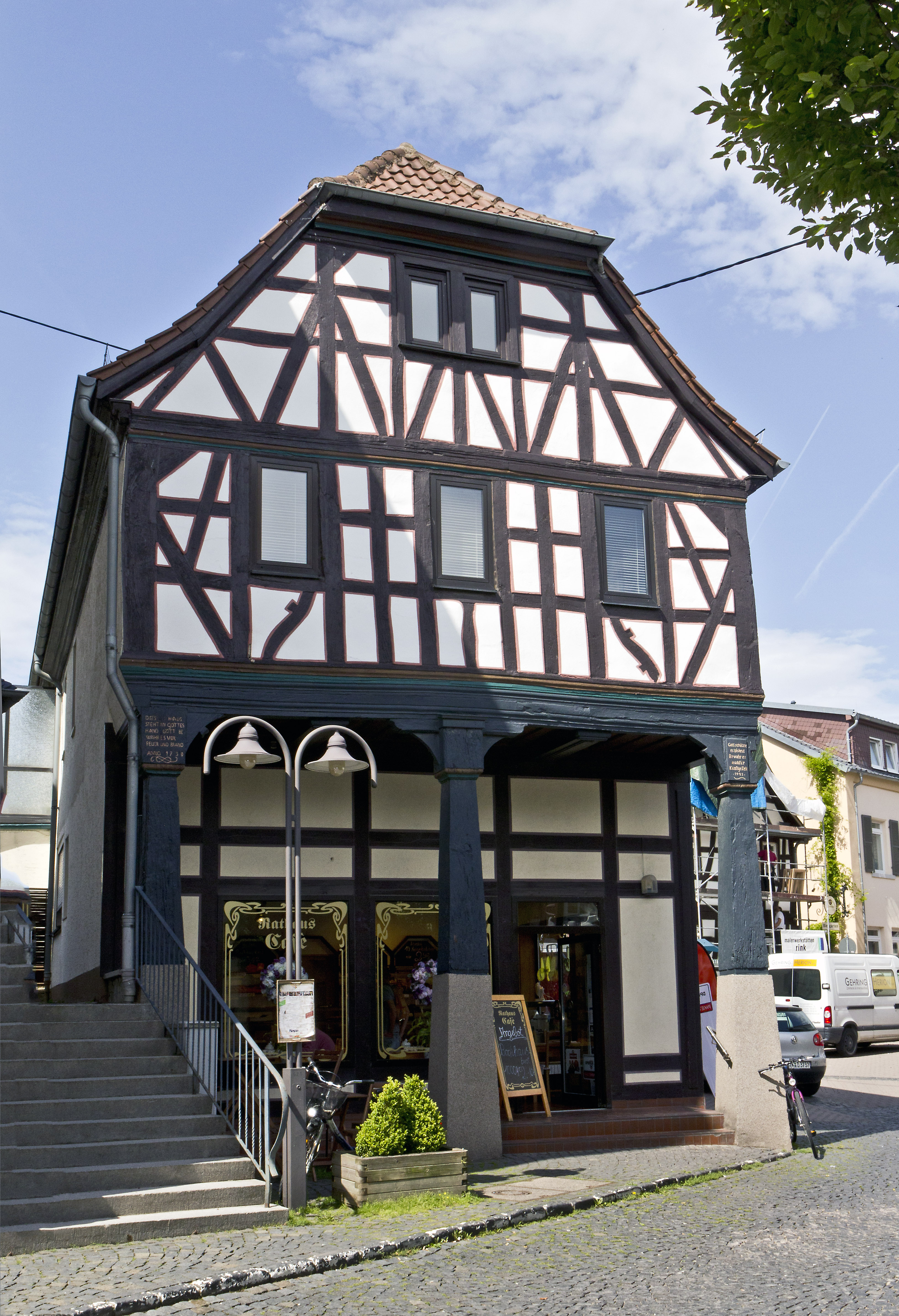
Altes Fachwerkhaus im Ortskern

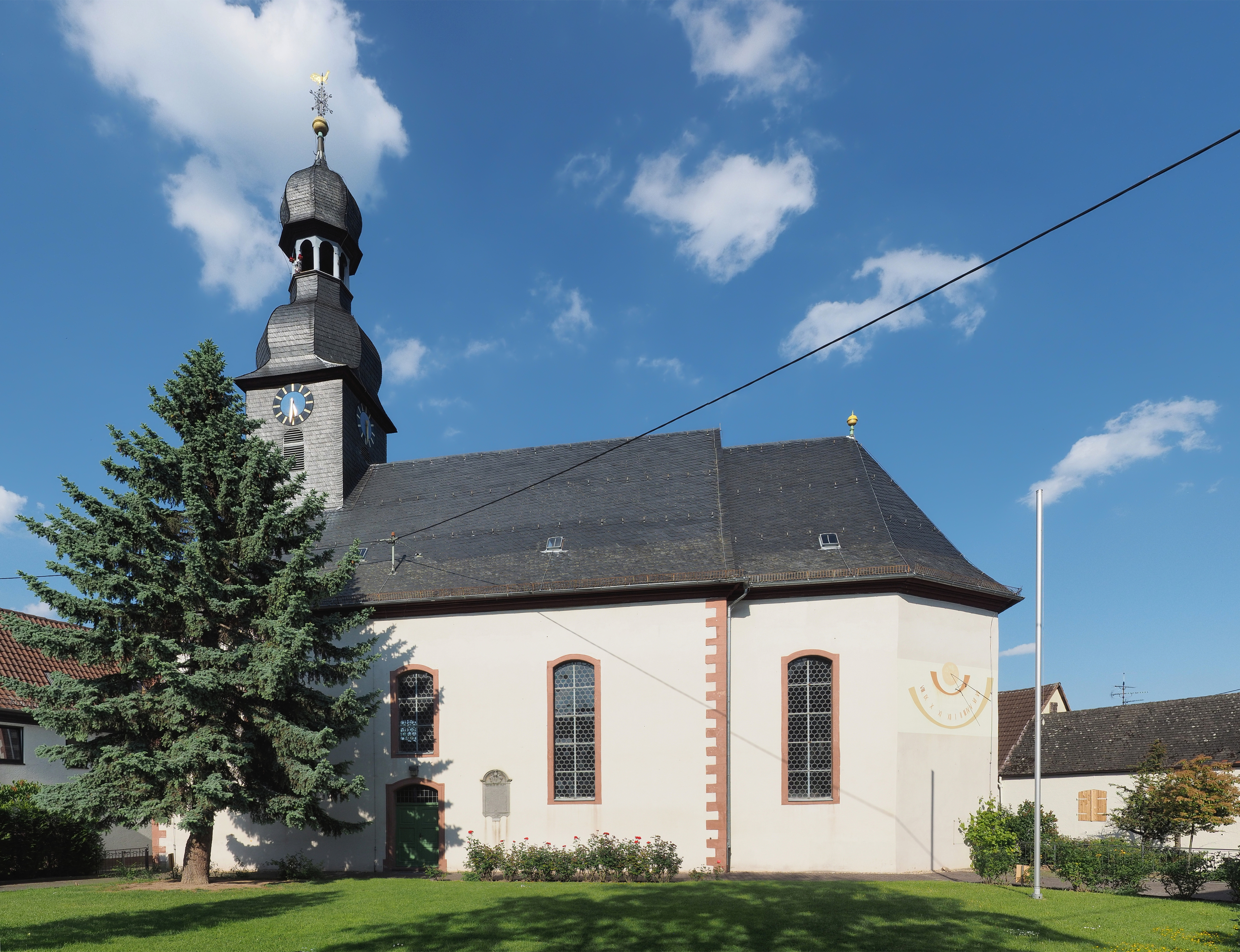
Kirche in Wallau

In einer Schenkungsurkunde aus dem Jahre 950 von König Otto I. erstmals urkundlich erwähnt, wird der Ort als Wanaloha bezeichnet (Wana = Wasser, Loha = Wald). Wanaloha wurde verkauft und verpfändet, es wechselte den Besitzer, bis es schließlich unter hessischer Herrschaft zum kulturellen, wirtschaftlichen und politischen Mittelpunkt des Ländchens wurde. 1563 errichtete man eine Lateinschule und ab 1572 fand ein wöchentlicher Markt statt.
Wallau hatte unter dem Dreißigjährigen Krieg, großen Bränden und der Pest stark zu leiden.
Von 1643 bis 1817 war Wallau Amtsort des protestantischen Ländchens. In dieser Zeit entstand auch der jüdische Friedhof.
In Not und Elend lebten die Wallauer erneut während der Französischen Revolution (1789 bis 1799), während weiterer Kriege, durch einfallende Räuberbanden und Missernten. Dennoch bauten die Menschen über Generationen hinweg ihre Häuser, ihre Kirche, das Rathaus, Ställe und Scheunen immer wieder auf. Auch von der Obrigkeit ließen sie sich durchaus nicht alles gefallen. So verweigerten die Gemeindeväter 1825 ihre Zustimmung zu einer Steuererhöhung (sie wurde auf Grund des Protestes halbiert). Den Schafstreit im Jahre 1849 allerdings verlor man.
Nach 1945 strahlte die schnelle Entwicklung des Rhein-Main-Gebietes auch auf Wallau aus. Landwirtschaft und Handwerk traten als Lebensgrundlage immer mehr zurück, der Ort entwickelte sich zur modernen Wohngemeinde mit guter Infrastruktur. Lebten 1950 in Wallau 1480 Einwohner, so waren es 1977 bereits 3759, im Jahre 2000 schließlich 4.500.
Im Zuge der Gebietsreform in Hessen wurde Wallau am 1. Januar 1977 in die Stadt Hofheim am Taunus eingegliedert, nachdem 1974 über 95 % der Einwohner dafür gestimmt hatten. Der Gesetzentwurf, der ursprünglich einen Anschluss an Wiesbaden vorgesehen hatte, wurde daraufhin entsprechend geändert.
Territorialgeschichte und Verwaltung im Überblick
Die folgende Liste zeigt im Überblick die Territorien, in denen Wallau lag, bzw. die Verwaltungseinheiten, denen es unterstand:
- Ende 12. Jahrhundert: Heiliges Römisches Reich, Herrschaft Eppstein, Amt Eppstein
- ab 1492: Heiliges Römisches Reich, Landgrafschaft Hessen, Amt Eppstein
- ab 1567: Heiliges Römisches Reich, Landgrafschaft Hessen-Marburg, Amt Eppstein[6]
- 1604–1648: Heiliges Römisches Reich, strittig zwischen Landgrafschaft Hessen-Darmstadt und Landgrafschaft Hessen-Kassel (Hessenkrieg)
- ab 1604: Heiliges Römisches Reich, Landgrafschaft Hessen-Darmstadt, Oberfürstentum Hessen, Amt Eppstein
- ab 1643: Heiliges Römisches Reich, Landgrafschaft Hessen-Darmstadt, Oberfürstentum Hessen, Amt Wallau
- ab 1803: Heiliges Römisches Reich, Fürstentum Nassau-Usingen (durch Reichsdeputationshauptschluss), Amt Wallau
- ab 1806: Herzogtum Nassau, Amt Wallau
- ab 1817: Herzogtum Nassau, Amt Hochheim
- ab 1849: Herzogtum Nassau, Kreisamt Höchst
- ab 1854: Herzogtum Nassau, Amt Hochheim
- ab 1867: Königreich Preußen, Provinz Hessen-Nassau, Regierungsbezirk Wiesbaden, Mainkreis
- ab 1871: Deutsches Reich, Königreich Preußen, Provinz Hessen-Nassau, Regierungsbezirk Wiesbaden, Mainkreis
- ab 1886: Deutsches Reich, Königreich Preußen, Provinz Hessen-Nassau, Regierungsbezirk Wiesbaden, Kreis Wiesbaden
- ab 1918: Deutsches Reich, Freistaat Preußen, Provinz Hessen-Nassau, Regierungsbezirk Wiesbaden, Kreis Wiesbaden
- ab 1928: Deutsches Reich, Freistaat Preußen, Provinz Hessen-Nassau, Regierungsbezirk Wiesbaden, Main-Taunus-Kreis
- ab 1944: Deutsches Reich, Freistaat Preußen, Provinz Nassau, Main-Taunus-Kreis
- ab 1945: Amerikanische Besatzungszone, Groß-Hessen, Regierungsbezirk Wiesbaden, Main-Taunus-Kreis
- ab 1949: Bundesrepublik Deutschland, Land Hessen, Regierungsbezirk Wiesbaden, Main-Taunus-Kreis
- ab 1968: Bundesrepublik Deutschland, Land Hessen, Regierungsbezirk Darmstadt, Main-Taunus-Kreis

## Bevölkerung

### Einwohnerstruktur 2011
Nach den Erhebungen des Zensus 2011 lebten am Stichtag dem 9. Mai 2011 in Wallau 4152 Einwohner. Darunter waren 285 (6,7 %) Ausländer.
Nach dem Lebensalter waren 693 Einwohner unter 18 Jahren, 1842 zwischen 18 und 49, 879 zwischen 50 und 64 und 738 Einwohner waren älter. Die Einwohner lebten in 1836 Haushalten. Davon waren 525 Singlehaushalte, 570 Paare ohne Kinder und 540 Paare mit Kindern, sowie 156 Alleinerziehende und 42 Wohngemeinschaften. In 333 Haushalten lebten ausschließlich Senioren und in 1293 Haushaltungen lebten keine Senioren.

### Einwohnerentwicklung
| Quelle: Historisches Ortslexikon |                                             |
| • 1457:                          | 0040 Häuser                                 |
| • 1492:                          | 0030 Häuser                                 |
| • 1536:                          | 0076 Familien                               |
| • 1592:                          | 0069 Häuser                                 |
| • 1610:                          | 0096 Haushaltungen                          |
| • 1630:                          | 0048 Männer, 1 Witwe und 10 Vormundschaften |
| • 1637:                          | 0015 Haushalte                              |
| • 1643:                          | 0017 Haushalte                              |
| • 1662:                          | 0044 Haushalte                              |
| • 1697:                          | 0409 Einwohner                              |
| • 1701:                          | 0068 Häuser                                 |
| • 1721:                          | 0125 Familien                               |
| • 1791:                          | 570 Einwohner                               |
| • 1800:                          | 570 Einwohner                               |

| Wallau: Einwohnerzahlen von 1791 bis 2021 | Wallau: Einwohnerzahlen von 1791 bis 2021 | Wallau: Einwohnerzahlen von 1791 bis 2021 | Wallau: Einwohnerzahlen von 1791 bis 2021 | Wallau: Einwohnerzahlen von 1791 bis 2021 |
| --- | ----------------------------------------- | ----------------------------------------- | ----------------------------------------- | ----------------------------------------- |
| Jahr |                                           |                                           |                                           | Einwohner                                 |
| 1791 | 1791                                      |                                           | 570                                       | 570                                       |
| 1800 | 1800                                      |                                           | 570                                       | 570                                       |
| 1817 | 1817                                      |                                           | 766                                       | 766                                       |
| 1834 | 1834                                      |                                           | 752                                       | 752                                       |
| 1840 | 1840                                      |                                           | 769                                       | 769                                       |
| 1846 | 1846                                      |                                           | 730                                       | 730                                       |
| 1852 | 1852                                      |                                           | 906                                       | 906                                       |
| 1858 | 1858                                      |                                           | 916                                       | 916                                       |
| 1864 | 1864                                      |                                           | 936                                       | 936                                       |
| 1871 | 1871                                      |                                           | 891                                       | 891                                       |
| 1875 | 1875                                      |                                           | 875                                       | 875                                       |
| 1885 | 1885                                      |                                           | 940                                       | 940                                       |
| 1895 | 1895                                      |                                           | 1.012                                     | 1.012                                     |
| 1905 | 1905                                      |                                           | 1.004                                     | 1.004                                     |
| 1910 | 1910                                      |                                           | 1.039                                     | 1.039                                     |
| 1925 | 1925                                      |                                           | 1.047                                     | 1.047                                     |
| 1939 | 1939                                      |                                           | 1.020                                     | 1.020                                     |
| 1946 | 1946                                      |                                           | 1.352                                     | 1.352                                     |
| 1950 | 1950                                      |                                           | 1.480                                     | 1.480                                     |
| 1956 | 1956                                      |                                           | 1.457                                     | 1.457                                     |
| 1961 | 1961                                      |                                           | 1.523                                     | 1.523                                     |
| 1967 | 1967                                      |                                           | 1.992                                     | 1.992                                     |
| 1970 | 1970                                      |                                           | 2.091                                     | 2.091                                     |
| 1980 | 1980                                      |                                           | ?                                         | ?                                         |
| 1987 | 1987                                      |                                           | 4.019                                     | 4.019                                     |
| 2000 | 2000                                      |                                           | ?                                         | ?                                         |
| 2011 | 2011                                      |                                           | 4.152                                     | 4.152                                     |
| 2021 | 2021                                      |                                           | 4.138                                     | 4.138                                     |
| Datenquelle: Historisches Gemeindeverzeichnis für Hessen: Die Bevölkerung der Gemeinden 1834 bis 1967. Wiesbaden: Hessisches Statistisches Landesamt, 1968. Weitere Quellen: |                                           |                                           |                                           |                                           |

### Historische Religionszugehörigkeit
| • 1885: | 0888 evangelische (= 94,47 %), 29 katholische (= 3,09 %), 23 jüdische (= 2,45 %) Einwohner |
| • 1961: | 1167 evangelische (= 76,63 %), 340 katholische (= 22,32 %) Einwohner                       |

## Politik

### Ortsbeirat
Im Ortsbeirat Hofheim-Wallau sind die neun Sitze nach der Ortsbeiratswahl am 14. März 2021 wie folgt verteilt:
| Partei | Sitze | Ergebnis |
| ------ | ----- | -------- |
| CDU    | 4     | 42,32 %  |
| SPD    | 2     | 17,47 %  |
| FWG    | 2     | 26,61 %  |
| Grüne  | 1     | 7,30 %   |

Am 13. April 2021 wurde Anja Hauzel (CDU) zur Ortsvorsteherin gewählt.

### Wappen
Am 16. August 1971 wurde der Gemeinde Wallau ein Wappen mit folgender Blasonierung verliehen: In Blau zwischen je zwei W-förmig gekreuzten silbernen Schafscheren ein silberner Schräglinksbalken, belegt mit einem roten Schwert. Das Wappen wurde von Adolf Metzler in Zusammenarbeit mit einem Heraldiker entworfen.

## Vereine
Sportlichen Aktivitäten kann man beim TV Wallau 1861 e. V. nachgehen. Das Angebot des Vereins umfasst Fußball, Handball, Tischtennis, Turnen, Leichtathletik, Radfahren und Wandern.
Die Handballabteilung des TV Wallau ist zusammen mit der TuS Massenheim in der HSG Wallau/Massenheim ausgegliedert. In dieser Konstellation trat der Verein bereits als SG Wallau/Massenheim lange Zeit in der Handball-Bundesliga an und wurde u. a. zweimal Deutscher Meister. Nach mehreren Insolvenzen und dem Ausstieg des TuS Massenheim trat das Team zeitweilig als SG Wallau und in der Spielgemeinschaft HSG FrankfurtRheinMain an. Nach der Insolvenz der SG Wallau nach der Saison 2013/14 kehrte man zu den Ursprüngen zurück: Als Nachfolger wurde die HSG Wallau/Massenheim als Spielgemeinschaft der beiden ursprünglichen Stammvereine TV Wallau und TuS Massenheim gegründet.
Der vom TV Wallau seit 1995 veranstaltete Wallauer Mittsommerlauf ist die größte Breitensportveranstaltung der Region, an der jährlich ca. 2000 Läufer teilnehmen.
Der Blasmusik in traditioneller, moderner und konzertanter Form wird seit 1962 beim Musikzug Wallau gefrönt. Gegründet wurde das Orchester vom Heimatforscher und Lehrer Adolf Metzler.

## Wirtschaft und Infrastruktur
Wallau weist rund 60 Hektar Gewerbeflächen auf. Hier ist der Firmensitz der IKEA Deutschland GmbH & Co. KG und das Messecenter Rhein-Main befindet sich hier.

## Söhne und Töchter der Stadt
- Alexander Pagenstecher (1828–1879), Augenarzt und Gründer der Augenheilanstalt in Wiesbaden